# FC Politehnica Iași (1945)
FC Politehnica Iași (ook wel Poli Iași) was een voetbalclub uit Iași, een grote stad in Oost-Roemenië. De kleuren van de club waren blauw en wit. Het thuisstadion was het Emil Alexandrescu.

## Geschiedenis
Politehnica werd opgericht op 27 april 1945, en heeft zijn huidige naam sinds 1967. Politehnica wisselde telkens af in de Roemeense liga's; zij waren aanwezig in de Liga 1 in 1960/61, 1962-1967, 1968-1972, 1973-1981, 1982-1990, 1995/96, en ook vanaf 2004. Nadat het in 2001 voor het eerst in de Divizia C (Roemeense derde divisie) terechtkwam, voegde Politehnica met een andere lokale club, Unirea 2000, samen, en kreeg de naam Poli Unirea. In 2004, kwamen ze weer terug in de Divizia A na negen jaar van afwezigheid. Het team schakelde terug naar zijn oude naam: FC Politehnica Iaşi. In 2010 degradeerde de club en werd na het einde van het seizoen ontbonden. Er werd een nieuwe club opgericht CSMS Iaşi om de voetbaltraditie in de stad te houden.

## Bekende (oud-)spelers
- Daniel Pancu
- Marian Damaschin
- Laurentiu Rosu
- Vasile Simionas
- Bogdan Stelea
- Mihai Romila
- "Coco" Deleanu
- Vasile Iordache
- Constantin Matei
- Aurelian Cuperman